# Bloch: Schwestern
Schwestern ist ein deutscher Fernsehfilm von Edward Berger aus dem Jahr 2004. Es ist die sechste Episode der Fernsehreihe Bloch.

## Handlung
Die Violinistin Lilly präsentiert sich auf der Bühne, wie eine zufriedene und mit sich selbst im Reinen souveräne Künstlerin. Dr. Maximilian Bloch lernt Lilly eher beiläufig näher als Privatperson kennen, und erfährt, dass sie seit längerer Zeit Tabletten in lebensgefährlicher Dosierung konsumiert. Außerdem bemerkt Bloch ihre zahlreichen Schnittwunden. Lilly hat den Hang sich selbst zu zerstören, weil sie dem Druck des Erfolges nicht standhalten kann. Der erfahrene Psychotherapeut möchte der aufstrebenden Künstlerin helfen, ein lebenswertes Leben zu führen.

## Produktion
Schwestern wurde 2003 in Baden-Baden und Köln gedreht und am 21. April 2004 im Rahmen der ARD-Reihe „FilmMittwoch im Ersten“ um 20:15 Uhr erstausgestrahlt.

## Kritik
Die Kritiker der Fernsehzeitschrift TV Spielfilm vergaben dem Film die bestmögliche Wertung, sie zeigten mit dem Daumen nach oben. Sie konstatierten: „Das Drama nimmt sich Zeit - und berührt sehr“.